# Благословенная земля
«Благословенная земля» (англ. The Good Earth) — американский драматический фильм 1937 года о китайских фермерах, которые борются за выживание. Киноадаптация одноимённого романа 1931 года лауреата Нобелевской премии Перл Бак. Снят режиссёром Сидни Франклином.

## Сюжет
В довоенном Северном Китае молодой фермер Ван Лун (Пол Муни) женится на О-Лан (Луиза Райнер), рабыне самой могущественной семьи в их деревне. О-Лан оказалась превосходной женой, трудолюбивой и безропотной. Дела у Ван Луна идут хорошо и он покупает ещё больше земли. Чуть позже О-Лан рожает двух сыновей и дочь.
Все идёт хорошо до тех пор, пока засуха и вызванный ею голод не доведут семью до крайности. О-Лан рожает вторую дочь, но вскоре после рождения убивает её, чтобы избавить от голода. Отчаявшись, Ван Лун обдумывает совет своего пессимистичного дядюшки продать землю за еду, но О-Лан возражает. Вместо этого они едут на юг в город в поисках работы.
В городе неспокойная обстановка и начинается восстание. По воле случая, О-Лан оказывается в толпе, грабящей особняк. Однако её сбивают с ног, а когда она приходит в себя, находит мешочек с драгоценностями, который никто не заметил в суматохе. Эта неожиданная удача позволяет семье вернуться домой и снова процветать. О-Лан просит только оставить себе две жемчужины.
Проходят годы. Сыновья Ван-Луна вырастают образованными молодыми людьми, а сам он стал таким богатым, что купил большой дом. Затем Ван Лун влюбляется в Лотос, хорошенькую молодую танцовщицу из местной чайной, и делает её своей второй женой. Он начинает с презрением относиться к О-Лан и, отчаявшись добиться любви от Лотоса, забирает у О-Лан её жемчужины.
Позже выясняется, что Лотос соблазняла младшего сына Ван Луна, что его очень разозлило. После этого он приказывает младшему сыну уйти из дома и никогда не возвращаться. Но неожиданно появляется опасность в виде огромного роя саранчи, который, если его не остановить, полностью уничтожит весь урожай. Используя стратегию, разработанную старшим сыном Ван Луна, все объединяются, чтобы попытаться спасти урожай. Как раз тогда, когда кажется, что всё потеряно, ветер меняет направление, унося опасность прочь. Близкая катастрофа приводит Ван-Луна в чувство и он мирится с младшим сыном. В день свадьбы сына Ван Лун возвращает жемчуг О-Лан, прежде чем она умрёт, совершенно измученная тяжёлой жизнью. Не нарушая свадебного торжества, Ван Лун тихо выходит из дома и смотрит на цветущее персиковое дерево, посаженное О-Лан в день их свадьбы.

## В ролях
- Пол Муни — Ван Лун
- Луиза Райнер — О-Лан
- Уолтер Коннолли — отец Ван Луна
- Тилли Лош — Лотус
- Джесси Ральф — домоправительница
- Чарльз Миддлтон — банкир (в титрах не указан)

## Производство
Бюджет фильма составлял 2,8 млн долларов, а на его создание ушло три года. Для фильма ферма площадью 500 акров на ранчо Портер в Калифорнии была превращена в точную копию китайских сельскохозяйственных угодий.

## Награды и номинации
В общей сложность фильм был номинирован на 5 премий Оскар:
- 1938 год — Премия «Оскар» за лучшую женскую роль — победа.
- 1938 год — Премия «Оскар» за лучшую операторскую работу — победа.
- 1938 год — Премия «Оскар» за лучший фильм — номинация.
- 1938 год — Премия «Оскар» за лучшую режиссуру — номинация.
- 1938 год- Премия «Оскар» за лучший монтаж — номинация.